# دالكاوي (تشيلي)
دالكاهيو (تشيلي) (بالإسبانية: Dalcahue) هي بلدية تقع في تشيلي في جزيرة شيلوي. يقدر عدد سكانها بـ 13,076 نسمة ومساحتها 1,239.4 كم2 وترتفع عن سطح البحر 1 متر.